# Riceville (Iowa)
Riceville és una població dels Estats Units a l'estat d'Iowa. Segons el cens del 2000 tenia 840 habitants.

## Demografia
Segons el cens del 2000, Riceville tenia 840 habitants, 369 habitatges, i 225 famílies. La densitat de població era de 294,8 habitants/km².
Dels 369 habitatges en un 23,3% hi vivien nens de menys de 18 anys, en un 50,7% hi vivien parelles casades, en un 6,8% dones solteres, i en un 39% no eren unitats familiars. En el 35,5% dels habitatges hi vivien persones soles el 21,1% de les quals corresponia a persones de 65 anys o més que vivien soles. El nombre mitjà de persones vivint en cada habitatge era de 2,18 i el nombre mitjà de persones que vivien en cada família era de 2,8.
Per edats la població es repartia de la següent manera: un 21,8% tenia menys de 18 anys, un 7,1% entre 18 i 24, un 21,1% entre 25 i 44, un 21,5% de 45 a 60 i un 28,5% 65 anys o més.
L'edat mediana era de 45 anys. Per cada 100 dones de 18 o més anys hi havia 80,5 homes.
La renda mediana per habitatge era de 30.982 $ i la renda mediana per família de 41.786 $. Els homes tenien una renda mediana de 29.091 $ mentre que les dones 19.904 $. La renda per capita de la població era de 20.661 $. Entorn del 4,7% de les famílies i el 4,1% de la població estaven per davall del llindar de pobresa.

## Poblacions més properes
El següent diagrama mostra les poblacions més properes.